# Philodendron pterotum
Philodendron pterotum es una especie de arbusto perenne del género Philodendron de la  familia de las aráceas.

## Descripción
Son hemiepífitas, con entrenudos de 1–6 cm de largo cerca del ápice y de 2.5–12 cm de diámetro; catáfilos 2-acostillados, verde obscuros, persistentes como fibras. Hojas estrechamente agrupadas cerca del ápice, ampliamente ovadas, 22–64 cm de largo y 18–52 cm de ancho, profundamente lobadas en la base, seno parabólico a hipocrepiforme, costilla posterior no desnuda en las plantas juveniles, tornándose desnuda a 2.5 cm de su punto de unión al pecíolo; pecíolos en forma de D, 15–95 cm de largo y 5–15 mm de diámetro, con los márgenes superiores delgados, patentes, 4–5 mm de alto, generalmente undulado-alados. Inflorescencias numerosas en cada una de las axilas superiores, pedúnculo de 5–12 cm de largo; espata 12–26 cm de largo y 1.5–3.5 cm de ancho, muy contraída entre el tubo y la lámina, tubo 6–9 cm de largo y 1.5–3.5 cm de ancho, purpúreo por fuera y rojizo por dentro, lámina verde por fuera y morado-violeta por dentro; espádice 15–20 cm de largo, apenas proyectado hacia afuera de la espata en la antesis; porción pistilada 3–5 cm de largo y 10–12 mm de diámetro, verde pálida; porción estaminada más ancha que la pistilada, angostamente ahusada hacia el ápice. Bayas blancas.

## Distribución y hábitat
Es una especie común en bosques siempreverdes, en el norte de la zona atlántica; a una altitud de 65–500 m; fl may–jul, fr jul–mar; desde Nicaragua a Panamá. Esta especie se caracteriza por los pecíolos en forma de D con márgenes erectos y undulados.

## Taxonomía
Philodendron pterotum fue descrito por K.Koch & Augustin y publicado en Index Seminum (Berlin) 1854(App.): 6. 1854.
Etimología
Ver: Philodendron
Sinonimia
- Philodendron mirificum Standl. & L.O.Williams	[3][4]